# کروز (پرواز)

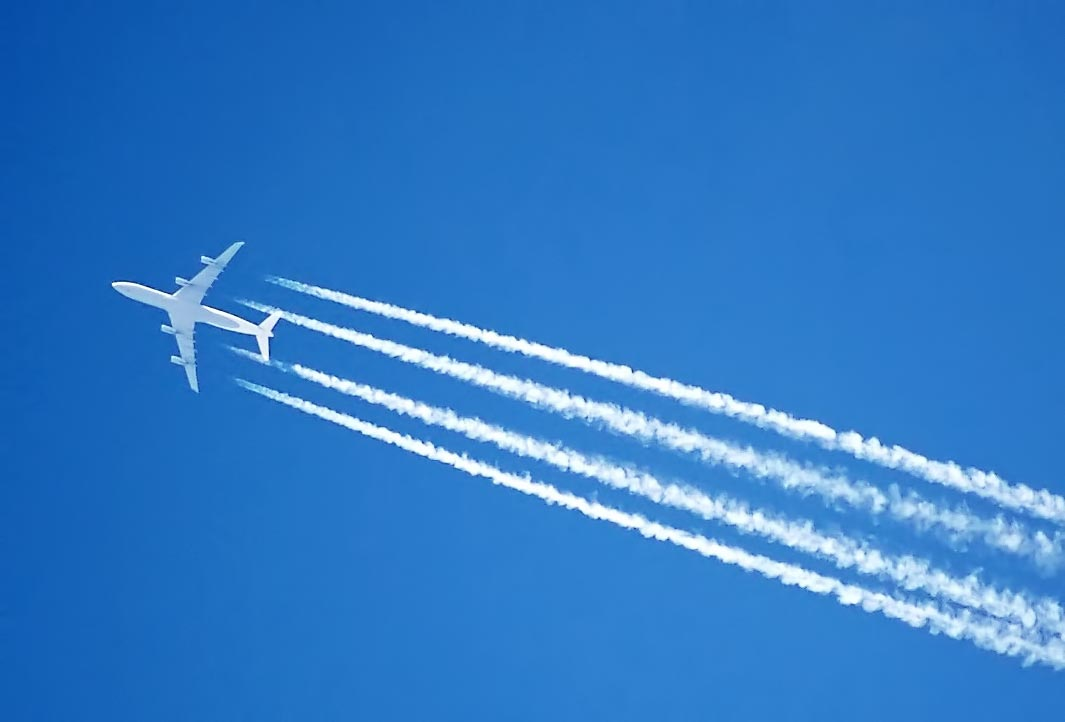
ایرباس آ۳۴۰ در حالت کروز

ارتفاع پایاسیر یا پرواز پیمایشی یا کروز (به انگلیسی: Cruise) حالتی از پرواز هواپیما است، که در آن هواپیما در مسیر هوایی اصلی قرار دارد یا میان نقاط از پیش تعیین‌شدهٔ یا انتخاب شده مسیر با سرعت و ارتفاع مناسب قرار دارد یا اینکه دارای عدد ماخ و سطح پرواز مناسب است. این ارتفاع توسط سرخلبان برای پرواز از پایان اوج گیری تا آغاز کاهش ارتفاع است‌.

## تعریف
هواپیماها کروز را در ارتفاع‌های بالا تجربه می‌کنند. زیرا در این ارتفاع‌ها سرعت واقعی هوا که در توربین به‌دست می‌آید از سرعت هوای موجود بسیار بالاتر است. در عین حال در این ارتفاع مصرف سوخت هم به علت پایین آمدن میزان نیاز به رانش بسیار پایین می‌آید.

## انتخاب ارتفاع
انتخاب ارتفاع کروز کار مشکلی است و بستگی به نوع و اندازهٔ موتور برای رسیدن به ارتفاع مناسب، سرعت واقعی هوا و میزان برد با توجه به هدف ساخت هواپیما دارد. ارتفاع کروز بهینه با عدد ماخ پرواز رابطهٔ مستقیم دارد. اگر هواپیما مدتی در حالت کروز باشد میزان رانش تا ۲۰٪ کاهش می‌یابد که علت آن هم کاهش وزن سوخت هواپیما است. در این حالت که اوج-کروز معروف است، هواپیما اندکی اوج می‌گیرد.